# Sørreisa
Sørreisa è un comune norvegese della contea di Troms.